# جمیله رحمتوا
جمیله رحمتوا (به انگلیسی: Djamila Rakhmatova) ژیمناست زادهٔ ۱۹ سپتامبر ۱۹۹۰ میلادی اهل کشور ازبکستان است.